# Un ours
Un ours est un film muet français réalisé par Charles Burguet et sorti en 1919.

## Fiche technique
- Titre : Un ours
- Réalisation : Charles Burguet
- Scénario : Gaston Modot
- Chef opérateur : Georges Raulet
- Production : Serge Sandberg pour Les Films Louis Nalpas
- Distribution : Union-Éclair
- Date de sortie : 
  - France : 10 octobre 1919

## Distribution
- Gaby Morlay
- Gaston Modot
- Gil Clary
- Berthe Jalabert